# Tridontium tasmanicum
Tridontium tasmanicum är en bladmossart som beskrevs av J. D. Hooker in W. J. Hooker 1840. Tridontium tasmanicum ingår i släktet Tridontium och familjen Grimmiaceae. Inga underarter finns listade i Catalogue of Life.